# P.G. Philipsens Forlag
P.G. Philipsens Forlag var et dansk forlag i København.
P.G. Philipsen stod i lære hos Gerhard Bonnier og etablerede i 1834 egen boghandel. Borgerskabet måtte udtages i faderens navn, og først 1839 fik Philipsen eget borgerskab. Bogladen blev i 1835 udbygget med et forlag.
På dette tidspunkt var der en vis genreopdeling forlagene imellem: C.A. Reitzel stod for skønlitteraturen, Gyldendal udgav videnskabens bøger og brødrene Soldenfeldt sad på de mest solgte skolebøger. Derfor fokuserede P.G. Philipsen på populærvidenskab, især naturvidenskab, men tilføjede efterhånden områder som landøkonomi, handelsvæsen, håndbøger og religiøs litteratur (1844-47 udgav forlaget sammen med H.J. Bing & Søn den af Christian Kalkar m.fl. besørgede Pragtbibel).
Forlagets første populærvidenskabelige udgivelser var oversættelser fra tysk, men da Philipsen blev forlægger af det ansete Tidsskrift for populære Fremstillinger af Naturvidenskaben (1854-1883) udkom en lang række danske originalværker hos ham, herunder: Christian Vaupells De danske Skove (1863), August Thomsens Naturkræfterne i Menneskets Tjeneste (1865, 2. udgave 1879), Emil Rostrups Vejledning i den danske Flora (1860, 20. udgave, 4. oplag 1979).
Lidt dansk skønlitteratur udkom også på forlaget, således førsteudgaven af Vilhelm Bergsøes roman Fra Piazza del Popolo, men Bergsøe forlod forlaget, da bogen skulle ud i andet oplag.
P.G. Philipsen tog initiativet til og udgav H.V. Kaalunds og J.Th. Lundbyes Fabler for Børn (1845), udgav nogle småskrifter Christian Winther, som også virkede som oversætter for forlaget. 1855-71 udsendte forlaget en oversættelse af Sir Walter Scotts romaner i 20 bind og havde også held med udgivelsen af Matilda Anne Mackarness' populære fortællinger.
Af andre betydelige forfattere tilknyttet forlaget kan nævnes: Hans Brøchner, S.C.A. Tuxen, Bernhard Bøggild og Julius Lange. Efter nederlaget i 1864, da den tyske dominans inden for oversættelseslitteraturen blev svækket, overførte Philipsen adskillige franske værker til dansk; da han 1876 begyndte at udgive A.E. Brehms bøger om dyrenes liv, var det hovedsagelig med franske illustrationer.
Efter P.G. Philipsens død 1877 blev hans sønner Gustav og Ludvig Philipsen ledere og først 1880 ejere efter, at forlaget havde stået i enkens navn. I 1895 blev forlaget overtaget af Det Nordiske Forlag.